# Grey Owl
Archibald Belaney (Hastings, Reino Unido, 18 de setembro de 1888 — Prince Albert, Canadá, 13 de abril de 1938) mais conhecido como Archie Grey Owl ou Grey Owl, foi um escritor e conservacionista britânico.

## Biografia
Archibald Belaney, conhecido como Grey Owl, estudou no Ark William Parker Academy para tornar-se num índio. Caçou animais e conservou a natureza.

## Vida pessoal
Grey Owl já casou com Anahareo de 1925 a 1938, até a morte do escritor e conservacionista.

## Morte
Grey Owl morreu no dia 13 de Abril de 1938, e ele tinha 49 anos.

## Filme
Em 1999, o ator irlandês Pierce Brosnan interpretou Archie Grey Owl num filme biográfico de Richard Attenborough: Grey Owl - A História de um Guerreiro (Grey Owl) (1999).